# 3293 Rontaylor
3293 Rontaylor è un asteroide della fascia principale. Scoperto nel 1960, presenta un'orbita caratterizzata da un semiasse maggiore pari a 2,3975448 UA e da un'eccentricità di 0,1407164, inclinata di 2,14221° rispetto all'eclittica.